# Rongkou
Rongkou är en socken i östra Kina. Den ligger i Qimen härad i staden Huangshan i provinsen Anhui, omkring 240 kilometer söder om provinshuvudstaden Hefei. Antalet invånare är 3 789. Befolkningen består av 1 852 kvinnor och 1 937 män. Barn under 15 år utgör 14,0 %, vuxna 15-64 år 71 %, och äldre över 65 år 13,0 %.